# تره‌بار

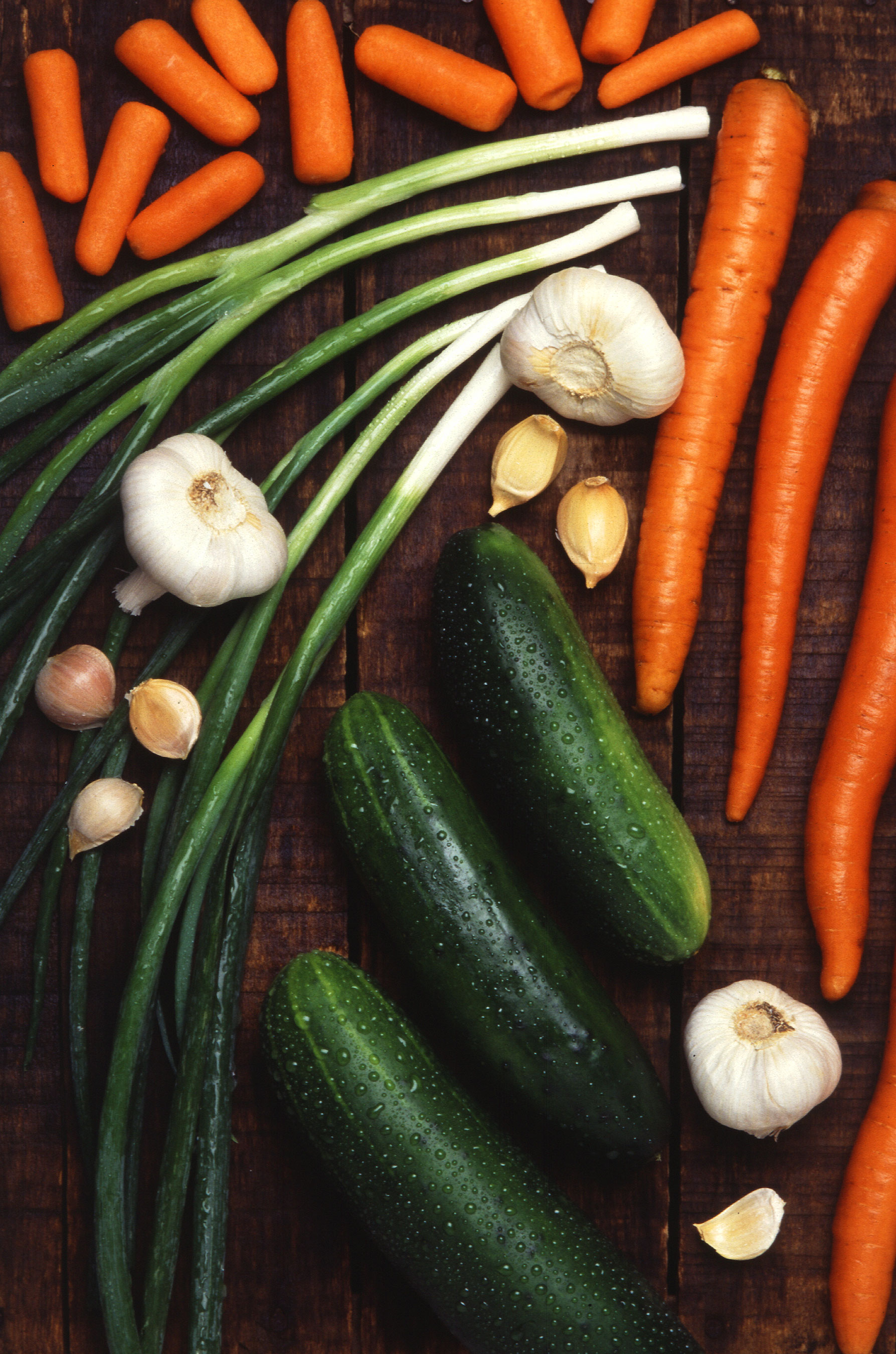
تربار

تربار (متضاد خشک‌بار) در فارسی افغانستان ترکاری نام عمومی برخی محصولات گیاهی خوراکی و اغلب پختنی است. تره‌بار انواع سبزی‌های خوردنی به غیر از میوه است. بیشتر در گفتار روزمره آن را سبزیجات نیز می‌نامند، گرچه رنگ بسیاری از تره‌بار، مانند هویج، سبز نیست. سیب زمینی، گوجه فرنگی، کدو، بادمجان و هویج از رایج‌ترین انواع تره‌بار است. تره‌بار اگر محصول مهندسی کشاورزی و نتیجه انتخاب مصنوعی باشد گاه به عنوان تره‌بار پرورشی، تره‌بار گلخانهای و تره‌بار کشاورزی نامیده می‌شود. تره‌باری که چنین نباشد، در سال‌های اخیر، به تره‌بار رسمی معروف است. در ایران استفاده از گیاهان دارویی چندین سال هست که رواج زیادی داشته است.

## تفاوت تره بار با سبزیجات
تره بار به میوه محصولات کشاورزی که در غذا استفاده می‌شوند و معمولاً به تنهایی بعنوان میوه صرف نمی‌شوند گفته می‌شود. برخی از مثال تره بار شامل پیاز، سیب زمینی، گوجه فرنگی، کدو و بادمجان می‌شود.
در مقابل سبزیجات به ساقه و برگ و ریشه سبز گیاهان خوراکی زراعی گفته می‌شود، مانند: سبزی خوردن، ریحان، تره، شاهی، پیازچه و از این قبیل.
میوه معمولاً محصولی درختی مانند سیب، پرتقال، توت تر، و غیره است و می‌تواند محصول بوته مانند توت فرنگی نیز باشد. تفاوت میوه با تره بار و سبزیجات در این است که به تنهایی و بدون هیچ فرآوری پخت یا طریق دیگر می‌تواند صرف شود.
خشکبار در عوض محصولاتی هستند که در روی درخت یا بعد از برداشت خشک می‌شوند مانند: گردو (غیر از گردوی تازه)، توت خشک، بادام (غیر از چغاله بادام) و غیره